# Aongstroemia filiformis
Aongstroemia filiformis là một loài Rêu trong họ Dicranaceae. Loài này được (P. Beauv.) Wijk & Margad. mô tả khoa học đầu tiên năm 1960.